# او-۵۵۶
زیردریایی یو-۵۵۶ (به انگلیسی: German submarine U-556) یک زیردریایی بود که طول آن ۶۷٫۱ متر (۲۲۰ فوت ۲ اینچ) بود. این زیردریایی در سال ۱۹۴۰ ساخته شد.